# Reiko Nagase
Reiko Nagase (永瀬麗子 Nagase Reiko?) es un personaje ficticio de la serie de videojuegos de carreras Ridge Racer de Namco, que es su reina de carreras más destacada y una de las mascota personajes. Reiko apareció por primera vez en Rave Racer en 1995, antes de su presentación oficial en Rage Racer en 1996. Ha ganado un estatus icónico y una gran popularidad duradera entre los fans. de la serie de larga duración, lo que resultó en que Namco la trajera de vuelta después de que un intento de sustituirla se encontrara con una reacción violenta de los fanáticos, apareciendo en muchos otros juegos y otras creaciones, y la creación de una serie de personajes llamados Kei Nagase en la serie Ace Combat, una de las cuales es su hermana menor.

## Apariciones

### En los juegosRidge Racer
Reiko Nagase es una reina de las carreras ficticia de Tokio quien es la mascota digital y presentadora de la serie Ridge Racer. Sin contar un cameo original en el juego arcade Rave Racer (1995), Reiko apareció oficialmente por primera vez y fue nombrada en el juego de carreras Rage Racer (1996), en el video de movimiento completo del juego dirigido por Kei Yoshimizu de Keica, también aparece en el juego. En R4: Ridge Racer Type 4 (1998), se le dio más protagonismo, ya que la animación de apertura, que usaba una canción de Kimara Lovelace, era una historia corta protagonizada por ella. Type 4 también introdujo un rediseño a su modelo 3D por Kei Yoshimizu. Fue entonces cuando Namco comenzó a dar más exposición al personaje, usando mucho su imagen para promocionar el juego. También aparece en el desarrollado por Nintendo Ridge Racer 64 (2000).
En 2000, Namco decidió reemplazar a Reiko en Ridge Racer V con el recién llegado Ai Fukami (深水 藍). En 2001, Namco también creó una "chica de imagen" para su línea Namco Sports llamada Hitomi Yoshino (吉乃ひとみ), que apareció en un tráiler de Ridge Racer que se mostró en la edición de 2002 de la E3 aun cuando la serie Ridge Racer no pertenece a esa línea. Sin embargo, dado que la popularidad de Reiko entre los fanáticos todavía era fuerte, Namco decidió traerla de vuelta para Ridge Racers de 2004. Este juego presenta su modelo 3D renovado para la animación introductoria, nuevamente realizada por Kei Yoshimizu, quien también proporcionaría la referencia para algunas de las apariciones posteriores de Reiko. Entre ellos Ridge Racer 6 (2005, incluido un mensaje oculto en el juego de ella), Ridge Racer 7 (2006, con una Reiko "un poco mayor" descrita oficialmente como "la reina de las carreras de tus sueños"), Ridge Racers 2 (2006), Ridge Racer Accelerated (2006), Ridge Racer 3D (2011), y Ridge Racer Slipstream (2013).

### Otras apariciones
Debido a su popularidad, hizo muchas apariciones en juegos fuera de la serie "Ridge Racer", la mayoría de ellos con el traje blanco y rojo del arte promocional de R4: Ridge Racer Type 4. Es un personaje jugable en Anna Kournikova's Smash Court Tennis (1998), y aparece como jugadora de béisbol en el equipo deportivo Namco Stars (ナムコスターズ) en tres participaciones en la serie Super World Stadium (1999-2001) y en Professional Baseball Famisuta 2011. También se puede jugar en Namco Wonder Classic (2001) y en Pac-Man Fever (2002). El disfraz de Reiko está disponible en el videojuego de rol Tales of Phantasia: Narikiri Dungeon (2000), un póster de Reiko está disponible en Mainichi Issho de Sony en 2007. El juego de deportes Family Ski (2008) la presenta en muchos de los esquís desbloqueables, y en el juego de ritmo Taiko no Tatsujin: V Version (2015) ella es un personaje de invocación.
Reiko también aparece en las portadas de las bandas sonoras de "Ridge Racer", incluido "Ridge Racers Direct Audio" (2005) y Ridge Racer 20th Anniversary Remix (2014). Aparece de forma destacada en un pachislot con el tema de Ridge Racer, junto con un port de PlayStation 2 de esa máquina, y también ha aparecido en otros productos con licencia de Namco, incluyendo la primera y sexta ola de gashapon Namco Gals y otras figuritas y kits de garaje de varios fabricantes. En 1999, apareció en el programa de demostración de tecnología en tiempo real "Ridge Racer Girl" de Namco E3 PlayStation 2 antes del lanzamiento. Modelos promocionales vestidos como Reiko han anunciado Namco en eventos de la industria del juego como el E3 y Nintendo World.

## Kei Nagase
Kei Nagase (ケイ・永瀬?) es el nombre de varios personajes piloto que aparecen en la serie Ace Combat de simuladores de vuelo de combate de Namco. Ella sirve como la mascota de la "chica de la imagen" de la serie y en todas sus encarnaciones siempre se parece a Reiko Nagase. Uno de ellos, un compañero seleccionable en Ace Combat 2 (1997), fue identificado oficialmente como la hermana menor de Reiko nacida en 1977. Una Kei Nagase, indicativo "Edge" (縁エッジ Ejji?), es un personaje importante en Ace Combat 5: The Unsung War (2004) y aparece en Ace Combat 7: Skies Unknown (2019). Otra Nagase conocida también como "Edge" aparece en Ace Combat Infinity (2014). "Project Nagase" fue un blog oficial de Ace Combat: Assault Horizon (2011).